# Saulius Ritter
Saulius Ritter (Vilna, URSS, 23 de agosto de 1988) es un deportista lituano que compitió en remo.
Participó en tres Juegos Olímpicos de Verano, entre los años 2012 y 2020, obteniendo una medalla de plata en Río de Janeiro 2016, en la prueba de doble scull, y el sexto lugar en Londres 2012, en la misma prueba.
Ganó dos medallas de plata en el Campeonato Mundial de Remo, en los años 2013 y 2015, y cinco medallas en el Campeonato Europeo de Remo entre los años 2011 y 2018.

## Palmarés internacional
| Juegos Olímpicos   | Juegos Olímpicos        | Juegos Olímpicos  | Juegos Olímpicos |
| Año                | Lugar                   | Medalla           | Prueba           |
| ------------------ | ----------------------- | ----------------- | ---------------- |
| 2016               | Río de Janeiro (Brasil) | Medalla de plata  | Doble scull      |
| Campeonato Mundial |                         |                   |                  |
| Año                | Lugar                   | Medalla           | Prueba           |
| 2013               | Chungju (Corea del Sur) | Medalla de plata  | Doble scull      |
| 2015               | Aiguebelette (Francia)  | Medalla de plata  | Doble scull      |
| Campeonato Europeo |                         |                   |                  |
| Año                | Lugar                   | Medalla           | Prueba           |
| 2011               | Plovdiv (Bulgaria)      | Medalla de oro    | Doble scull      |
| 2013               | Sevilla (España)        | Medalla de plata  | Doble scull      |
| 2014               | Belgrado (Serbia)       | Medalla de oro    | Doble scull      |
| 2016               | Brandeburgo (Alemania)  | Medalla de bronce | Doble scull      |
| 2018               | Glasgow (Reino Unido)   | Medalla de plata  | Cuatro scull     |